# Jean Claessens
Jean Claessens (18 de junho de 1908 - 19 de dezembro de 1978) foi um futebolista belga que competiu na Copa do Mundo FIFA de 1934.